# 10 de Downing Street
El número 10 de Downing Street es la residencia oficial y oficina de trabajo del primer lord del Tesoro y del primer ministro del Reino Unido. La sede del Gobierno de Su Majestad está situada en Downing Street, en la Ciudad de Westminster en Londres, Inglaterra. En el edificio, entre otros altos cargos, también reside el Ratonero Jefe de la Oficina del Gabinete del Reino Unido.
El centro del Gobierno del Reino Unido es la casa y lugar de trabajo del primer ministro, con oficinas para secretarias, asistentes y consejeros. También contiene salas de conferencias y comedores donde el primer ministro se reúne con otros líderes y dignatarios extranjeros. El edificio está cerca del palacio de Westminster, que alberga el parlamento del Reino Unido, y del palacio de Buckingham, residencia del Rey Carlos III . En esta residencia también vive el gato Larry, Ratonero Jefe de la Oficina del Gabinete.
En sus orígenes el número 10 eran tres casas. En 1732 el rey Jorge II dio estas tres casas a sir Robert Walpole como agradecimiento a los servicios prestados a la nación. Walpole las aceptó pero con la condición de que serían un regalo a la oficina del primer lord del Tesoro más que un regalo para él mismo. Walpole contrató a William Kent para unirlas en un mismo edificio, que es lo que hoy en día se conoce como el 10 de Downing Street.
La reorganización no fue un éxito inmediato. A pesar de su gran tamaño y ubicación, son pocos los primeros ministros que han vivido allí. El número 10 fue cerrado muchas veces para proceder a su derribo, debido a su coste de mantenimiento y al estado descuidado y decadente.[cita requerida]
Sin embargo, el número 10 sobrevivió y quedó ligado a muchos de los grandes estadistas y eventos de la historia británica. Gradualmente, la gente empezó a apreciar su valor histórico. En 1985, la primera ministra Margaret Thatcher dijo que el número 10 se había convertido «en una de las más preciadas joyas del patrimonio nacional».
Fue construida por Sir George Downing , de ahí el nombre de la calle

## Historia del edificio

### El número 10 original antes de 1733 y el edificio de Downing Street
El número 10 de Downing Street, la residencia moderna del primer lord del Tesoro y del primer ministro del Reino Unido, eran originalmente tres casas: una mansión con vistas a St. James’s Park llamada «la casa de atrás», una casa modesta situada detrás en el número 10 y una pequeña cabaña al lado del número 10. La casa modesta, de la que el edificio actual toma el nombre, fue una de las numerosas casas construidas por Sir George Downing entre 1682 y 1684.

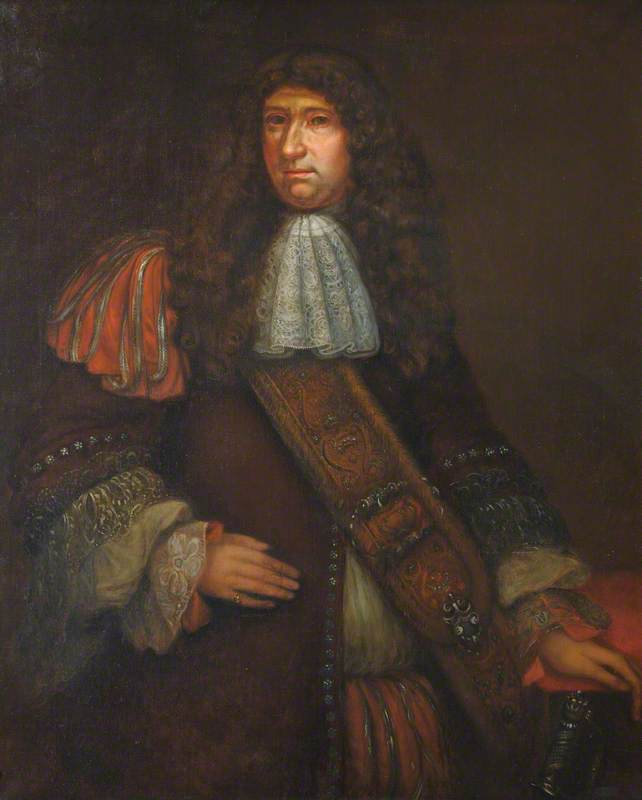
Retrato de sir George Downing, colgado en el recibidor del 10 de Downing Street.

Downing, un espía que trabajó para Oliver Cromwell y posteriormente para el rey Carlos II, invirtió astutamente en propiedades y adquirió una considerable riqueza. En 1654 adquirió el contrato de una parcela de tierra al sur de St James’s Park, adyacente a la casa de atrás, a poca distancia del Parlamento. Downing planeó construir una fila de casas diseñadas «para personas de buena calidad para vivir en ellas…». La calle donde construyó esas casas ahora lleva su nombre, y la mayor parte se convirtió en lo que hoy en día es el número 10 de Downing Street.
Hubo otra reclamación por estas tierras: la familia Hampden tenía un contrato de arrendamiento con la Corona al que se negaron a renunciar. Downing luchó contra ellos en los tribunales, pero falló en su intento. En consecuencia, tuvo que esperar treinta años a que el contrato de los Hampden expirara antes de construir sus casas. Cuando llegó el momento, Downing recibió permiso para construir más hacia el oeste para aprovechar los recientes desarrollos inmobiliarios.
En menos de dos años, entre 1682 y 1684, Downing construyó un callejón sin salida con casas de dos pisos, establos y vistas a St James’s Park. No está claro cuántas casas construyó; algunos historiadores dicen que 15, otros dicen que 20. Posiblemente, originalmente hubo 15, a las que se añadieron algunas más posteriormente. Las direcciones también cambiaron en muchas ocasiones; el número 10 fue de hecho el número 5 durante un tiempo, y no se convirtió en «10» hasta 1787.
Downing empleó al renombrado arquitecto sir Christopher Wren para diseñar las casas, pero el resultado no fue impresionante. Aunque grandes, las casas se levantaron muy rápidamente y a bajo coste, y se construyeron sobre suelo blando y con pocos cimientos. Las fachadas, por ejemplo, fueron pintadas para imitar el mortero del ladrillo. El primer ministro Winston Churchill dijo que el número 10 era «frágil y ligero, construido por el empresario contratista cuyo nombre lleva la calle».
Probablemente Downing nunca viviera en las casas que tanto tuvo que esperar para construir. En 1675 se retiró a Cambridge, donde murió pocos meses después de la finalización de su calle. Actualmente un retrato de sir George Downing cuelga en el vestíbulo de entrada del número 10 de Downing Street.

### La «casa de atrás» antes de 1733
«La casa de atrás» es la más grande de las tres partes originales que constituyeron la residencia del primer lord y del primer ministro. Era una mansión construida alrededor de 1530 al lado del Palacio de Whitehall, por entonces la principal residencia real. Fue uno de los numerosos edificios que conformaban los «aposentos de la cabina», llamados así debido a que estaban adyacentes a una estructura octogonal usada como puesto de combate. Al principio del siglo XVII se convirtió en sala de conciertos y teatro, pero mantuvo su antiguo nombre. Tras la Revolución Gloriosa de 1688, algunas de las primeras reuniones del gabinete se celebraron en secreto allí.

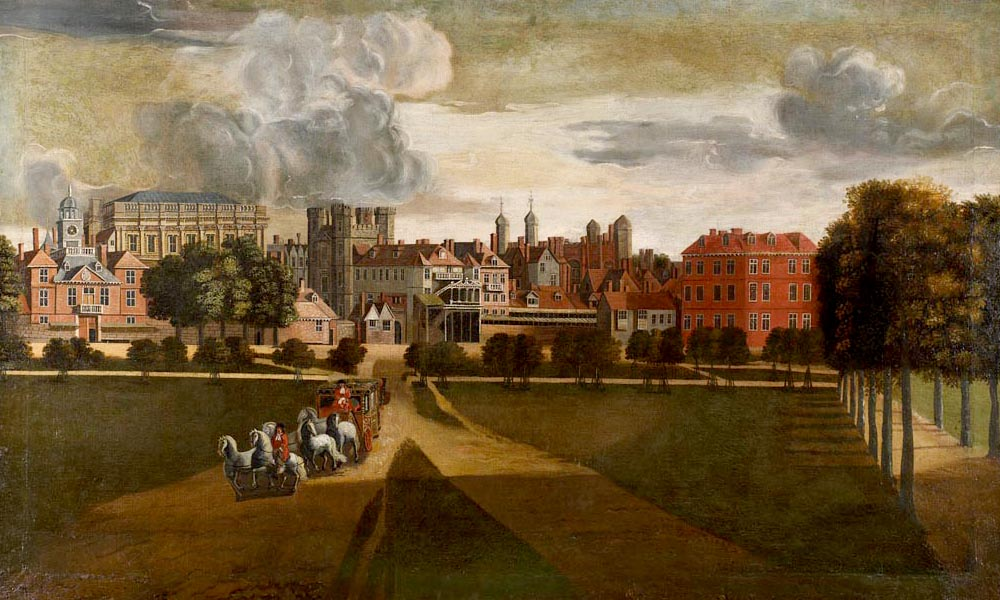
El palacio de Whitehall. En la parte más a la derecha está la casa de atrás.

Durante la época Tudor, la casa de atrás era la casa del guardés del palacio de Whitehall, responsable del mantenimiento del palacio incluyendo las cabinas. Durante muchos años, fueron ocupadas por Thomas Knevett (o Knyvet), famoso por capturar a Guy Fawkes en 1605, desbaratando su plan para asesinar a Jacobo I de Inglaterra. El año anterior, Knevett se había mudado a la casa de al lado, aproximadamente donde el número 10 se encuentra hoy en día.
Desde entonces, miembros de la realeza y el gobierno han vivido en la casa de atrás. En 1604 el hijo de Jacobo I de Inglaterra, el príncipe Carlos (futuro Carlos I) vivió allí durante un corto período. La siguiente ocupante fue la pequeña princesa de ocho años Isabel. Antes de mudarse, se construyeron una cocina y unas habitaciones para los criados, y la propiedad se amplió para incluir la pequeña pista de tenis donde Enrique VIII jugaba a su deporte preferido.[cita requerida] Isabel vivió allí hasta 1613 cuando se casó con Federico V, Elector Palatino y se mudó a Hanóver. Isabel fue la abuela de Jorge, el elector de Hanóver, quién se convirtió en Rey de Inglaterra en 1714, y la bisabuela del rey Jorge II, quién ofreció la casa a Walpole en 1732. Por tanto durante un periodo de 100 años esta casa ha significado la unión de las casas reales de los Estuardo y los Hannover.
Oliver Cromwell vivió en la casa de atrás entre 1650 y 1654; su viuda lo hizo durante un año en 1659. George Monck, 1.er duque de Albemarle, el general que hizo posible la restauración de la monarquía, vivió en ella desde 1660 hasta su muerte en 1671. Albemarle fue el primer lord de la Gran Comisión del Tesoro entre 1667 y 1672 que transformó las cuentas reales y permitió a la corona tener más control sobre el gasto. Estas medidas también permitieron la creación de la autoridad legal del primer lord del Tesoro. El hombre al que se le debe todo este desarrollo fue el secretario de Albemarle, sir George Downing, la misma persona que posteriormente construiría Downing Street. Albermarle es el primer ministro asociado con el tesoro que vivió en lo que se convertiría en la casa del primer lord del Tesoro y primer ministro.
En 1671, George Villiers, 2.º duque de Buckingham, tomó posesión cuando se convirtió en un destacado miembro del Ministerio Cabal. Tras un considerable gasto del gobierno, Buckingham reconstruyó la casa. El resultado fue la espaciosa mansión, que se encontraba paralela al palacio de Whitehall. Desde sus jardines había una vista completa de St. James’s Park, donde pastaban los ciervos y la nobleza paseaba por caminos bordeados con árboles y esculturas.
Después de que se retirara Buckingham en 1676, lady Charlotte Fitzroy, una hija ilegítima de doce años de Carlos II, se mudó a la casa cuando se casó con el conde de Lichfield, Magister Equitum. En preparación para el nuevo inquilino, la Corona autorizó la realización de grandes trabajos de reconstrucción, una vez más. Estos trabajos incluían la ampliación del jardín y el añadir una nueva planta, dando a la casa tres plantas principales, más un ático y unas bodegas. La mansión resultante, conocida como Licthfield House, puede verse hoy en día en la parte de atrás del 10 de Downing Street.
La razón probable por la que la mansión necesitó una amplia reparación poco tiempo después de la renovación de Buckingham, es que la casa se había asentado, causando daños estructurales. La zona de Westminster fue un pantano conocido en la época medieval como Thorney Island. Al igual que Downing Street, la casa de atrás se asienta en unos cimientos superficiales, y un error de diseño causó problemas hasta 1960, cuando el moderno Número 10 se reconstruyó sobre unos cimientos asentados en profundos pilares.
Lady Litchfield y su familia siguieron a Jacobo II de Inglaterra al exilio tras la Revolución Gloriosa. En 1690, los nuevos monarcas, el rey Guillermo III y la reina María II, ofrecieron Litchfield House a Hendrik van Nassau-Ouwerkerk, un general holandés y primo del rey, que había ayudado a asegurar la corona para el entonces príncipe de Orange. Nassau, que anglicanizó su apellido a «Overkirk», vivió en la casa de atrás —ahora llamada Overkirk House— hasta su muerte en 1708.
La casa volvió a manos de la Corona cuando lady Overkirk murió en 1720. El Tesoro emitió una orden «para repararla en la mejor y más sustancial forma» con un coste de 2522 libras, una gran suma de dinero en aquella época. Las obras incluían: «la reparación del pasadizo que da a Downing Street y una nueva puerta; la construcción de una nueva casa», y otras reparaciones y ampliaciones.
Una vez se terminaron las reparaciones, Johan Caspar von Bothmar, conde de Bothmar, enviado desde Hanóver y consejero de Jorge I y Jorge II, se instaló en la casa. Aunque Bothmar se quejó bastante sobre «la ruinosa condición de las premisas», vivió allí hasta su muerte en 1732.

### La casa del primer lord: 1733-1735

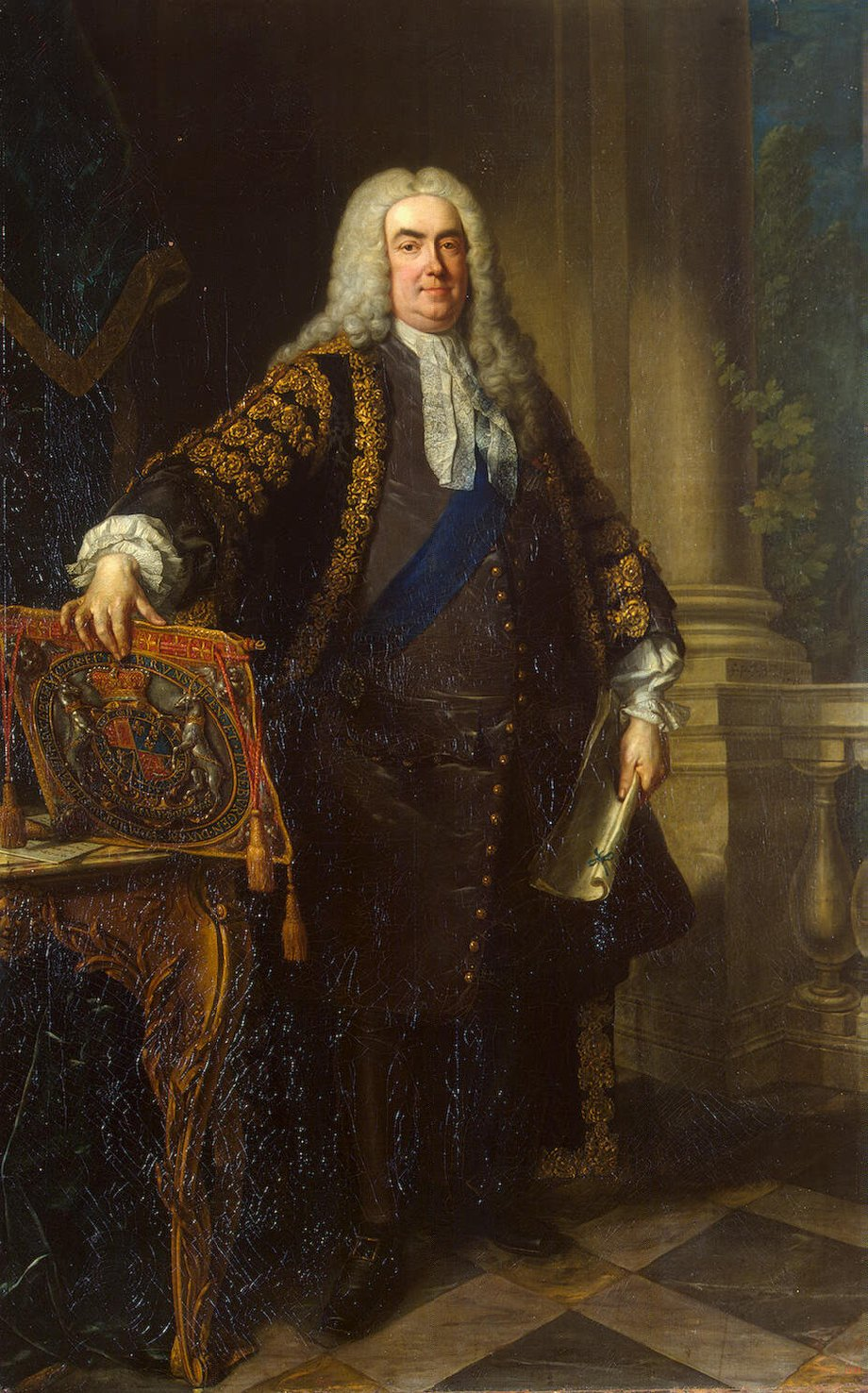
Retrato de sir Robert Walpole.

Cuando el conde Bothmar murió, la casa volvió a pasar a manos de la Corona. Jorge II tomó la oportunidad de ofrecérsela a sir Robert Walpole, a menudo llamado el primer primer ministro, como regalo de sus extraordinarios servicios a la nación: estabilizando las finanzas, manteniéndolas en paz y asegurando la sucesión de la casa de Hannover. Coincidentemente, el rey había obtenido los contratos de arrendamiento de dos propiedades de Downing Street, incluido el Número 10, y estos se añadieron a su regalo.
Walpole no quiso aceptar el regalo para sí mismo. Sagaz y millonario, quizá no quería aumentar sus extensas propiedades. O quizá, sabía que las casas estaban construidas sobre un terreno blando y serían bastante caras de mantener. Al mismo tiempo, probablemente no quería ofender al rey rechazando el regalo. Cualquiera que fuera su motivación, Walpole propuso —y el rey estuvo de acuerdo— que la Corona cediera las propiedades a la Oficina del primer lord del Tesoro. Walpole habría vivido allí como primer lord, pero dejó que fuera ya su sucesor quien ocupara la casa.
El acuerdo establecido decía que Walpole uniría las propiedades. Queriendo ampliar la nueva casa, Walpole persuadió al señor Chicken, el inquilino de la cabaña de al lado, para que se mudase a otra casa de Downing Street. La antigua residencia del señor Chicken y la casa de atrás se incorporaron al Número 10.
Walpole contrató a William Kent para convertir las casas en un solo edificio. El plan de Kent fue una obra maestra. Unió las casas más grandes construyendo una estructura de dos plantas en una parte del espacio entre ellas, que consistía en una gran sala en la planta baja y muchas salas en la parte de arriba. El espacio sobrante se convirtió en un patio interior. Entonces conectó las casas de Downing Street mediante un pasillo, ahora llamado el pasaje del Tesoro.
Una vez que unió las estructuras, Kent las transformó: tirando paredes, rasgando plantas, quitando escaleras y desmantelando chimeneas. Los artesanos crearon una gran triple escalera en la sección principal, con una balaustrada de hierro forjado adornada con un diseño de desplazamiento y una barandilla de caoba, que se eleva desde la planta del jardín hasta el primer piso. La escalera de Kent es la primera característica arquitectónica que ven los visitantes al entrar en el Número 10. La pared de la escalera está decorada con retratos en blanco y negro de los primeros ministros, desde Walpole hasta la actualidad; hay dos retratos de Winston Churchill.
Aunque Kent dejó la casa de atrás con tres plantas, la remató con un frontón para añadir altura y algo de interés a la estructura. Para permitir a Walpole un acceso más rápido al Parlamento, valló la entrada norte desde St. James’s Park, e hizo de la puerta de Downing Street la entrada principal.
La reconstrucción duró tres años. El 23 de septiembre de 1735, el London Daily Post anunció que Walpole se había mudado al 10 de Downing Street: «Ayer, el muy honorable sir Robert Walpole, con su mujer y su familia, se han mudado desde su casa de St James’s Square a su nueva casa adyacente al Tesoro en St James’s Park».
La familia Walpole no entró a través de la puerta que hoy en día es tan famosa. Esta no sería instalada hasta dentro de 40 años. Sin embargo, como la famosa puerta del 10 de Downing Street, la de Kent también era modesta, mientras que la elegancia y el espacio estaban detrás. Su nueva casa, aunque temporal, tenía 60 habitaciones, con suelos de madera y mármol, molduras en forma de corona, elegantes pilares y repisas de chimeneas de mármol; las habitaciones que daban al oeste tenían hermosas vistas de St. James’s Park.
Una de las salas más grandes fue un estudio para Walpole, que medía 12 por 6 metros con ventanas enormes con vistas a St. James’s Park. Esta sala fue y sigue siendo magnífica; su gran tamaño se puede observar en muchas pinturas y fotografías. El estudio de mi señor (como lo tituló Kent en sus pinturas) sería posteriormente conocido como la sala del Gabinete donde los primeros ministros celebran reuniones con los demás ministros de su gobierno. Detrás de la silla del primer ministro, sobre la chimenea, cuelga un retrato de Walpole; es el único cuadro de la habitación.
El coste total final de la conversión de Kent es desconocido. La estimación original fue de 8000 libras, pero probablemente se excedieron hasta las 20 000, una gran suma de dinero para la época.
Poco después de mudarse, Walpole ordenó que una porción de terreno en el exterior de su estudio fuera reconvertida en una terraza y un jardín. La ley que autorizó esa reconversión se publicó en abril de 1736 y decía que: «un pedazo de jardín del parque de su Majestad de St. James’s, y perteneciente y colindante a la casa ahora habitada por el muy honorable canciller del Tesoro de su Majestad, pasará a formar parte de la casa y los trabajos realizados estarán a cargo de la Corona». La terraza y el jardín todavía existen. La terraza que se extiende a lo largo de la parte de atrás del Número 10 da a la casa una magnífica vista de St. James’s Park. Durante años la terraza y el jardín han proporcionado un fondo informal para un numeroso grupo de fotografías del primer lord junto con sus ministros, personal o invitados. El primer ministro Tony Blair, por ejemplo, organizó una recepción de despedida en 2007 para su personal en la terraza.

### Una casa poco útil: 1735–1902

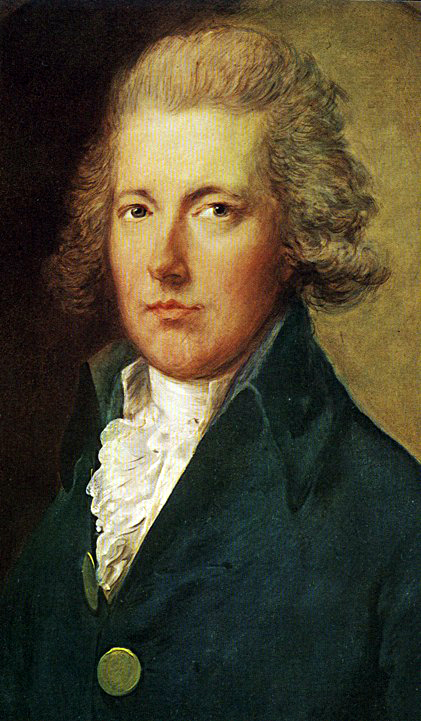
Retrato de William Pitt (el Joven); uno de los pocos primeros ministros que vivió en el 10 de Downing Street (durante 20 años).

Walpole vivió en el Número 10 durante siete años hasta que dejó el poder en 1742. Había aceptado la casa como regalo para sí mismo y para los futuros primeros lores del Tesoro. Sin embargo, tendrían que pasar 21 años hasta que uno de sus sucesores eligiera vivir allí. Los cinco primeros lores que formaron gobierno tras 1742 prefirieron sus propias casas. De hecho, esto fue común durante al menos 180 años. De los treinta y un primeros lores que hubo desde 1735 hasta 1902, solo dieciséis (incluyendo a Walpole) vivieron en el Número 10.
A algunos de los primeros lores les gustaba vivir allí. Lord North vivió felizmente en el Número 10 con su familia durante 15 años, desde 1767 hasta 1782. Desde el interior de sus paredes, condujo la guerra contra las colonias americanas rebeldes. William Pitt "el Joven" también fue un aficionado a la casa, por lo que la hizo su hogar durante 20 años —más que ningún otro primer lord— desde 1783 hasta 1801 y desde 1804 hasta 1806. Una vez se refirió afectivamente a la casa en una carta a su madre como «Mi vasta y torpe casa». Mientras que estuvo allí, redujo la deuda pública, formó la Triple Alianza contra Francia y consiguió la aprobación del Acta de Unión que creó el Reino Unido de Gran Bretaña e Irlanda. Frederick Robinson, lord Goderich, tomó un vínculo muy especial con la casa a finales de la década de 1820 cuando fue ministro de Hacienda y posteriormente primer lord; gastó fondos estatales para remodelar el país.
Sin embargo, durante 70 años después de la muerte de Pitt en 1806, raramente se usó el Número 10 como residencia del primer lord. Lord Liverpool vivió en su casa, Fife House, durante el tiempo que fue primer lord, desde 1812 hasta 1827. Lord Grey sí vivió en el Número 10 mientras que gobernó y condujo la campaña de aprobación de la Gran Ley de Reforma de 1832 desde allí. Pero, tras la renuncia de Grey en 1834, sus inmediatos sucesores —Melbourne, Peel, Russell, Derby, Aberdeen y Palmerstone— no vivieron allí, tal y como hicieron Gladstone y Disraeli al menos en su primera etapa al frente del gobierno. Desde 1834, el edificio estuvo vacío o se usaba para oficinas o reuniones.
A partir de 1877, primero Disraeli y posteriormente Gladstone vivieron en el Número 10 y reavivaron la idea de que era la residencia oficial del primer lord. Su colorida, y a veces amarga, rivalidad tanto política como personal sobre temas de la época —Imperio vs «Pequeña Inglaterra», la expansión de las franquicias, y la reforma laboral— estuvo documentada casi a diario por la prensa escrita y gráfica. Esta rivalidad asoció la oficina con la casa en la mente de la gente. De hecho, cada primer lord desde 1877 ha vivido en el Número 10. Sin embargo, no todos han sido primeros ministros.
Una de las razones para que muchos de los primeros lores no hicieran del Número 10 su residencia oficial, es que muchos de ellos eran miembros de la aristocracia que poseían grandes posesiones y mansiones superiores en calidad y tamaño. Para ellos el Número 10 no era impresionante. En lugar de ello, vieron la «posesión» de la casa como un beneficio, aunque temporal, que podían usar como recompensa política. Muchos de ellos se la cedieron al ministro de Hacienda, otros a oficiales de menor rango y otros a familiares o amigos. Henry Pelham, por ejemplo, tenía su propia y espaciosa casa y no necesitaba el Número 10. En lo que un historiador considera una pieza de «flagrante corrupción política», Henry Pelham permitió a su yerno, Henry Clinton, conde de Lincoln, vivir en la casa desde 1745 hasta 1753, incluso cuando Clinton no tenía nada que ver con la política. Lord Liverpool asignó la casa a sus dos ministros de Hacienda, Nicholas Vansittart (1812-1823) y Frederick Robinson (1823-1827). Unos cuantos nobles sí vivieron en el Número 10 sin necesidad de ello. El duque de Wellington, por ejemplo, vivió a regañadientes allí durante 18 meses entre 1828 y 1830 porque su propia y magnífica casa, Apsley House, estaba pasando por una amplia renovación. Abandonó el Número 10 tan pronto como su casa estuvo disponible. Incluso a finales del siglo XIX, lord Salisbury, el último noble en ser primer ministro, prefirió vivir en su casa de Arlington Street y en la finca de la familia Cecil, Hatfield House. Durante su último periodo como primer ministro, entre 1895 y 1902, su sobrino, Arthur Balfour, vivió en el Número 10.
Otra razón por la que muchos primeros lores decidieron no vivir en el Número 10 fue porque era incómoda y peligrosa. Era propensa a hundirse debido a que había sido construida en un suelo blando y con pocos cimientos; además, se producían grietas y fisuras en paredes y chimeneas. Pronto, el edificio se convirtió en inseguro y necesitaba reparaciones cada poco tiempo. En 1766, por ejemplo, lord Charles Townsend, el ministro de Hacienda británico, señaló que la casa estaba en un estado ruinoso. Townsend ordenó que se hicieran extensas reparaciones, pero ocho años después todavía no se habían completado. Una nota de lord North a la Oficina de Obras Públicas, fechada en septiembre de 1774, pedía que la labor en el frente de la casa, «que fue iniciada por una orden de la Tesorería de fecha 9 de agosto de 1766», se finalizara de una vez.
Los funcionarios del Tesoro a menudo se quejaban de que el mantenimiento del antiguo edificio costaba demasiado, y algunos sugirieron que se demoliera y se construyera una nueva casa en el mismo sitio o en otro lugar. En 1782, la Junta de Obras Públicas presentó un informe sobre «el peligroso estado de la parte antigua de la Casa», y afirmaba que «no hay que perder tiempo en tirar abajo la casa…». En 1783, el duque de Portland se mudó a otro lugar debido a que la casa necesitaba ser reparada otra vez. Una comisión determinó que el dinero gastado hasta el momento era insuficiente. Para entonces, la Oficina de Obras Públicas determinó que «la reparación, reformas y adiciones en la Casa del Ministro de Hacienda ascenderían a la suma de 5580 libras, excluyendo de la suma la parte con la que cuentan por orden de Su Majestad. Y rezando para que se conceda a mencionada suma de 5580 libras —y también rezando para que administración de anticipos dé esa suma que les permita pagar la mano de obra—.»
Para empeorar las cosas, el barrio de Downing Street declinó a finales del siglo XIX. Rodeado por casas bajas, callejones oscuros, delincuencia y prostitución, se trataba de un lugar poco recomendable. Anteriormente el gobierno ya había tomado medidas sobre el resto de las casas de Downing Street: la Oficina para las Colonias ocupaba el Número 14 en 1798; el Ministerio de Exteriores estaba en el Número 16 y las casas de ambos lados; el Departamento de India occidental estaba en el Número 18 y la Comisión del Diezmo, en el Número 20. Pero todas ellas se deterioraron a partir del abandono, y se convirtieron en peligrosas, por lo que una por una fueron derribadas. En 1857 todas las casas de Downing Street habían desaparecido, excepto el Número 10, el Número 11 (habitualmente la residencia del ministro de Hacienda) y el Número 12. Entonces, en 1879, un incendio destruyó los pisos superiores del Número 12; se restauró pero como una estructura de una sola planta.

## Historia reciente: 1902-presente

### Renacimiento y reconocimiento
Cuando lord Salisbury se retiró en 1902, su sobrino, Arthur James Balfour, fue nombrado primer ministro. Fue una transición sencilla: Balfour ya era primer lord del Tesoro y Líder de la Cámara de los Comunes, y ya había estado viviendo en el Número 10. Durante los últimos años de su tío, cuando éste estaba enfermo o de viaje —lo que era muy habitual—, Balfour era el virtual primer ministro.
Salisbury fue el último primer ministro que no fue a la vez primer lord del Tesoro. Prefirió tratar directamente con asuntos internacionales y tomó posesión del Ministerio de Exteriores, asignando el Tesoro a otros. Cuando Balfour llegó al poder, reavivó la costumbre que Walpole había empezado casi 200 años atrás.
Salisbury fue también el último primer ministro que no hizo del Número 10 su residencia oficial. Desde 1877, cuando Disraeli se mudó al Número 10, la casa había sido ocupada continuamente por el primer ministro. Salisbury, muy reacio, residió en ella entre 1886 y 1887 durante su primer mandato, pero entonces se mudó. Vivió en su casa de Arlington Street en St. James y en su finca de Hatfield House mientras fue primer ministro entre 1887-1892 y 1895-1902.
Balfour revivió la costumbre, a su vez comenzada por Walpole, de que el Número 10 fuera la residencia del primer lord y del primer ministro. Esta costumbre se ha mantenido desde entonces. No hay ninguna ley que le obligue a vivir allí, y ha habido épocas en las que han vivido en cualquier parte oficiosamente. Aunque Winston Churchill tuvo gran afecto al Número 10, aceptó a regañadientes dormir en el búnker anexo al Número 10 por su seguridad durante la Segunda Guerra Mundial. Para cerciorar a la gente de que su gobierno trabajaba con normalidad, insistió en ser visto entrando y saliendo del Número 10 ocasionalmente. Harold Wilson, durante su segundo mandato ente 1974 y 1976, vivió en su casa de Lord North Street debido a que su esposa quería «una casa más adecuada». Reconociendo su importancia simbólica, mantuvo en complicidad con los medios de comunicación la ilusión pública de vivir en el Número 10; trabajaba allí todos los días, hacía reuniones, y fiestas en al Comedor de Estado.

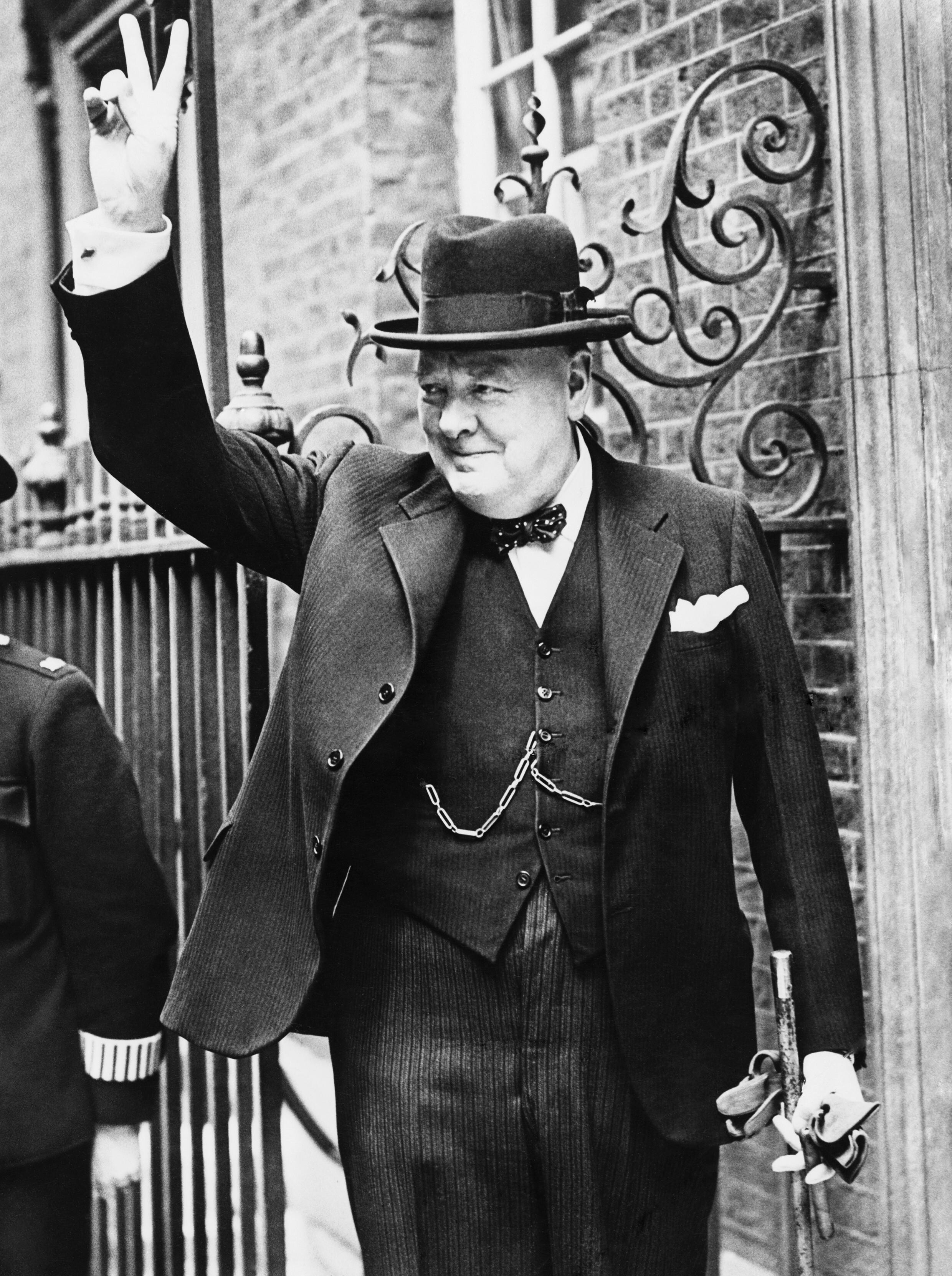
Churchill haciendo el símbolo de la victoria.

La fotografía y la prensa habían unido al Número 10 con el primer ministro en 1902. La introducción del edificio en películas y en la televisión fortalecería esta unión a medida que el siglo XX avanzara. Las imágenes de los primeros ministros con invitados extranjeros delante de la puerta del Número 10 se convirtieron en algo habitual. Los visitantes se han llevado siempre su foto, con o sin el primer ministro, delante de la puerta. Los votantes posaron delante de la puerta cuando pidieron a Herbert Asquith que reconociera los derechos de las mujeres en 1913, una imagen se pasó a ser famosa y circuló por todo el mundo. En 1931, Mahatma Gandhi, con la tradicional vestimenta india dothi, posó delante de la puerta después de haberse reunido con el primer ministro Ramsay MacDonald para hablar de la independencia de la India. También esta foto pasó a ser muy famosa, sobre todo en India. Los primeros ministros han hecho anuncios históricos desde el escalón de delante de la puerta. Levantando el Acuerdo de amistad Anglo-Alemán, Neville Chamberlain proclamó «Paz con honor» en 1938 delante del Número 10 tras haberse reunido con Adolf Hitler en Múnich. Durante la Segunda Guerra Mundial, Churchill fue fotografiado en muchas ocasiones saliendo del Número 10 realizando la «V» de victoria con los dedos.
Como símbolo del gobierno británico, el Número 10 se ha convertido en un lugar de reunión para manifestantes. Emily Pankhurst y otros líderes votantes se manifestaron en Downing Street en 1908; manifestantes contra la guerra de Vietnam también lo hicieron en la década de 1960 así como aquellos que estaban en contra de la guerra de Irak en 2000. El Número 10 se ha convertido en una parada obligatoria para todo turista extranjero en su visita a Londres. Todo tipo de gente, no solo británicos, sino turistas, posan sonrientes delante de esta famosa puerta.

### Reconstrucción del Número 10: 1960-1990
Para mediados del siglo XX, el Número 10 había vuelto a quedar anticuado. El deterioro había sido obvio durante un tiempo. Durante años, se limitó el número de personas que se permitía que estuvieran en las plantas superiores por temor a que las paredes se pudieran venir abajo por el peso. La escalera se hundió bastantes centímetros; y la barandilla no estaba alineada. Una investigación ordenada por el primer ministro Harold MacMillian en 1958 llegó a la conclusión de que esto se debió a que se estaba pudriendo. El interior de madera de las columnas dobles de la Sala del Gabinete se había convertido en serrín. Los zócalos, las puertas, y los umbrales, junto con otros elementos de madera, se debilitaron por una enfermedad. Después de que la reconstrucción hubiera comenzado, los ingenieros excavaron hasta los cimientos, y descubrieron que las enormes vigas de madera que soportaban la casa se habían deteriorado. El Número 10 fue inmediatamente declarado en peligro de derrumbe.
Hubo bastante discusión sobre derribar el edificio, junto con los Números 11 y 12, y construir nuevas residencias. Pero esto nunca fue una opción real. La residencia del primer ministro se había convertido en un símbolo de la arquitectura británica, como el castillo de Windsor, el palacio de Buckingham o el Parlamento. En vez de eso, se decidió que el Número 10 y los Números 11 y 12 deberían ser reconstruidos usando, en la medida de lo posible, los mismos materiales originales. El interior tendría que ser minuciosamente fotografiado, medido, vaciado y restaurado. Se pondrían nuevos cimientos más profundos y modernos. Posteriormente, los edificios originales se volverían a construir, permitiendo las tan necesarias reformas para ampliar el espacio y modernizar el edificio. Cualquier material que estuviera en reparación —como las columnas de la Sala del Gabinete— sería copiado al detalle. Esto fue un gran trabajo: los tres edificios contenían más de 200 salas y habitaciones repartidas en cinco plantas. El reputado arquitecto Raymond Erith llevó a cabo este minucioso trabajo.
El periódico Times apuntó que el coste estimado inicial para este proyecto extraordinario era de 400 000 libras. Después de un estudio más cuidadoso, se concluyó que el «coste total iba a ser de 1 250 000 libras» y llevaría dos años terminarlo. Finalmente, el coste total estuvo cerca de los 3 000 000 de libras y las obras tardaron tres años debido en gran parte a las 14 huelgas (incluyendo un parón de tres meses) que se realizaron durante ese tiempo. También hubo retrasos no forzados debido a restos arqueológicos cuando se encontraron importantes restos de la época romana, sajona y medieval de cuando la zona se llamaba Thorney Island. MacMillian vivió en Adlmiralty House durante la reconstrucción.
Los nuevos cimientos se hicieron de metal reforzado con cemento y con hormigón armado, con una profundidad de entre 1,8 metros a 5,5 metros. El nuevo Número 10 consistió en un 60 % de nuevos materiales; el 40 % restante fue reemplazado por copias de los originales. La planta del jardín —incluyendo la puerta de entrada, la escalera, al pasillo que conduce a la Sala del Gabinete, la Sala del Gabinete, el jardín y la terraza, las Salas de Estado grandes y pequeñas y tres salas de recepciones, incluida la Sala de los Pilares— fueron reconstruidas exactamente tal y como eran en el antiguo Número 10. Las plantas superiores se modernizaron y la tercera planta se amplió por los números 11 y 12 para dejar más espacio para vivir. Se retiraron hasta 40 capas de pintura de los techos de las salas principales que revelaron detalles escondidos durante casi 200 años en algunos casos. Cuando los albañiles examinaron la fachada exterior, descubrieron que el color negro que se observa en las fotografías del siglo XIX había desaparecido, y que los ladrillos eran en realidad amarillos. La apariencia negra era producto de dos siglos de contaminación. Para preservar la apariencia tradicional de los últimos años, los recién limpiados ladrillos amarillos fueron pintados de negro para que se asemejaran a su bien conocida apariencia.
Generalmente, la reconstrucción se ha considerado un triunfo. Erith, sin embargo, no estuvo de acuerdo. Se quejó abierta y amargamente durante y después de la ejecución del proyecto de que el gobierno había cambiado sus planes en numerosas ocasiones para ahorrar dinero. «Tengo el corazón partido», dijo, «por el resultado… todo el proyecto ha sido un malgasto de dinero porque no se ha hecho correctamente. El Ministerio de Obras Públicas ha insistido constantemente en la economía. Estoy decepcionado con lo que ha pasado».
Las preocupaciones de Erith estaban justificadas. En pocos años, se descubrieron humedades, especialmente en las principales habitaciones del Número 10 debidas a una protección inadecuada y a la rotura de una tubería. Durante los 15 años siguientes, se hizo una extensa reconstrucción para resolver estos problemas. A finales de la década de 1980, para celebrar la gloria pasada de Gran Bretaña y su renovado estatus de potencia mundial tras la Guerra de Malvinas, Margaret Thatcher, contrató a Quinlan Terry, compañero de Erith, para redecorar las habitaciones principales. Entre otros detalles, Terry añadió molduras de estilo Barroco a los techos, y en las esquinas las cuatro flores nacionales de Gran Bretaña: la rosa (Inglaterra), el trébol (Irlanda), el cardo (Escocia) y el narciso (Gales).

## La puerta del número 10
La mayoría de la forma moderna y de las características exteriores del Número 10 fueron creadas por Kent cuando combinó la casa de atrás con las casa adosadas de Downing Street en 1735. La apariencia que se observa desde el exterior es prácticamente la misma hoy en día que cuando se completó. La excepción más importante es la mundialmente famosa puerta de entrada.
La puerta del Número 10 es el resultado de las renovaciones que Townsend ordenó en 1766, y probablemente no se terminó hasta 1772. Hecha en el elegante estilo Georgiano por el arquitecto Kenton Couse, es una obra maestra. Sencilla y estrecha, se compone de un solo escalón de piedra blanca que conduce a una modesta fachada de ladrillo. La pequeña puerta de seis paneles hecha con roble negro está rodeada por un marco de color crema y encima de ella hay una ventana semicircular. Pintado en blanco en el centro, entre la fila de paneles superior e inferior, está el número «10». Entre los dos paneles de en medio se encuentra un martinete de hierro negro con forma de cabeza de león; debajo de este hay una rendija para el correo con la inscripción «primer lord del Tesoro». Una valla de hierro negro con pinchos se extiende a lo largo de la parte delantera de la casa y hasta el escalón que da acceso a la puerta. En el escalón la valla hace un doble arco que soporta una lámpara de hierro de gas rematada por una corona.
Detrás de la puerta, Couse instaló un suelo con baldosas de mármol, blancas y negras, como si fueran un tablero de ajedrez. Este recibidor se sigue usando y es tan famoso como la propia puerta. Dentro, a la izquierda, añadió otra puerta que da al Número 11, la residencia del ministro de Hacienda. Finalmente, añadió un arco enfrente de la pequeña cabaña —antigua casa del señor Chicken— que se incorporó al Número 10 en tiempos de Walpole.
Otras alteraciones al diseño original de Kent se han hecho principalmente en el interior. Literalmente se han hecho cientos de modificaciones: se quitaron techos y paredes; se retiraron puertas y escaleras; se combinaron, añadieron o cambiaron de uso varias habitaciones. Seguir todas las alteraciones es imposible; dado que la casa ha sido casi continuamente reparada, rediseñada o reconstruida. Dos de los cambios más notables que todavía existen hoy en día en el Número 10 son la moderna Sala del Gabinete y el Comedor de Estado.

## Salas y habitaciones

### La sala del Gabinete
En los planes de Kent para la ampliación del Número 10, la Sala del Gabinete era un simple aunque magnífico espacio rectangular con grandes ventanas. Como parte de las renovaciones iniciadas en 1783, la Sala del Gabinete se amplió, dándole su apariencia moderna actual. Probablemente no se terminó hasta 1796; esta alteración se consiguió mediante la eliminación de la pared este y reconstruyéndola muchos metros más allá dentro de las salas de los secretarios. En la entrada se levantaron dos pares de columnas corintias (para soportar el peso del techo extra que se añadió a la sala) que soportan un entablamento con moldura que recorre toda la sala. El pequeño espacio resultante, enmarcado por los pilares, sirve como una antesala a la gran zona de reuniones, y le da un sentido de dignidad y poder que no tenía antes. El cuadro El Palacio del Whitehall (que se muestra al principio del artículo) de Rendrick Danckerts cuelga en la antesala; un busto de Disraeli reposa en un pedestal.
Aunque Kent intentó que el primer lord usara este gran espacio como despacho personal, raramente ha servido para tales propósitos; casi siempre ha sido utilizado como sala de reuniones del Gabinete. El primer lord no tiene designado un espacio propio para despacho en el Número 10 como pasa en la Casa Blanca con el Despacho Oval. Cada primer lord elige como despacho una de las salas contiguas.

### La gran cocina
La segunda parte de las renovaciones comenzadas en 1783 incluía la creación de una gran cocina en los sótanos, que todavía existe hoy en día, probablemente construida también bajo la dirección de Robert Taylor. Pocas veces vista por nadie que no pertenezca al personal de la casa, este espacio tiene la altura de dos plantas con una gran ventana con arco y techo abovedado. Tradicionalmente, siempre ha tenido una enorme tabla de cortar o mesa de trabajo de 4,3 metros de longitud, 0,9 metros de ancho y 13 cm de grosor.

### La Sala de los Pilares
El moderno número 10 tiene tres salas de recepciones de estado interconectadas. La más grande de todas es la Sala de los Pilares, la cual se piensa que fue creada por Taylor en 1796. Mide 11 metros de largo por 8,5 de ancho, y toma su nombre de los dos pilares que hay en uno de los extremos. En la mayoría de las grandes ocasiones, los huéspedes son recibidos en esta sala antes de entrar en el comedor de Estado para la cena. Se usa constantemente para recepciones de estado, por lo que la Sala de los Pilares se queda casi vacía salvo por unas cuantas sillas que están alrededor de las paredes.

### El Comedor de Estado
Cuando Frederick Robinson (y posteriormente, lord Goderich) fue nombrado ministro de Hacienda en 1823, decidió dejar un legado personal a la nación. Para este fin, empleó a John Soane, el distinguido arquitecto que había diseñado el Banco de Inglaterra y otros muchos edificios famosos, para construir un Comedor de Estado en el Número 10. Comenzado en 1825 y completado en 1826 con un coste de 2000 libras, el resultado es un hermoso y espacioso comedor con paredes revestidas con paneles de roble y molduras. Se accede a él a través de la primera planta, su magnífico techo abovedado se alza hasta la siguiente planta, por lo que el salón ocupa dos plantas de la casa. Mide 13 metros de largo por 7,9 de ancho, lo que la convierte en el mayor salón de la casa; puede acoger cómodamente hasta 65 invitados en su mesa con forma de herradura. La primera cena que se sirvió en este salón fue el 4 de abril de 1826; Soane fue el invitado de honor.

### El pequeño comedor o sala del desayuno
Sobre la cocina de Taylor, entre la Sala de los Pilares y el Comedor de Estado, Soane creó un comedor más pequeño (algunas veces llamado sala del desayuno), que todavía existe hoy en día. Para construirlo, Soane quitó la chimenea de la cocina para poder poner una puerta en la habitación. A continuación, trasladó la chimenea al lado este, ejecutando un ingenioso conducto de humos en forma de «Y↨ conduciéndolo por el interior de las paredes hasta ambos lados de una de las ventanas de arriba. Íntimo y cómodo con su techo plano y sin adornos, los primeros ministros han usado esta sala para cenar con su familia o para reuniones de estado más pequeñas o más personales.